# Agua de Pajarito
Agua de Pajarito är en ort i Mexiko.   Den ligger i kommunen San Cristobal De Casas och delstaten Chiapas, i den sydöstra delen av landet, 800 km öster om huvudstaden Mexico City. Agua de Pajarito ligger 2 462 meter över havet och antalet invånare är 503.
Terrängen runt Agua de Pajarito är lite kuperad. Runt Agua de Pajarito är det tätbefolkat, med 459 invånare per kvadratkilometer. Närmaste större samhälle är San Cristóbal de las Casas, 7,9 km väster om Agua de Pajarito. I omgivningarna runt Agua de Pajarito växer i huvudsak städsegrön lövskog.